# Ai Trang vương
Ai Trang Vương (788–809, trị vì 800–809) là quốc vương thứ 40 của vương quốc Tân La tồn tại trên bán đảo Triều Tiên. Ông là con trai của Chiêu Thánh Vương và Quế Hoa (Gyehwa) phu nhân. Ông kết hôn với vương hậu họ Phác Bak. Ông có tên húy là Kim Thanh Minh (金淸明, 김청명) hay Kim Trọng Hi (金重熙, 김중희).
Năm 800, vua Tân La Chiêu Thánh Vương qua đời, Kim Ngạn Thăng từ nhà Đường (đời vua Đường Đức Tông) quay về Tân La làm quan Nhiếp chính cho vua nhỏ Ai Trang Vương. Từ năm 800, vua Bột Hải Khang Vương của vương quốc Bột Hải có các hoạt động thương mại với Tân La và cũng thường xuyên cử sứ thần sang Tân La.
Năm 802, Ai Trang Vương có một ngôi chùa lớn mang tên Haeinsa (Hải Ấn tự) được xây tại Gayasan. Năm 803, ông lập liên minh với Nhật Bản (đời Thiên hoàng Kanmu).
Năm 805, Lý Đạo Hình tập hợp đủ hải tặc rồi thì xuất binh đánh vào đảo Thanh Hải trấn (Cheonghaejjin) của Tân La. Dân chúng bị chúng tàn sát, Quan huyện Thanh Hải cũng bị giết chết. Quan binh ở Võ Trân Châu (Muju) đến đảo Thanh Hải đàn áp hải tặc. Lý Đạo Hình cho hải tặc rút lui.
Năm 806, ông cấm xây thêm chùa mới. Năm 809, ông bị thúc phụ Kim Ngạn Thăng (Kim Eon-seung) sát hại (Kim Ngạn Thăng khi đó đang làm quan nhiếp chinh). Sau đó Kim Ngạn Thăng lên ngôi vua Tân La, tức là vua Tân La Hiến Đức Vương.